# 2026年ミラノ・コルティナダンペッツォオリンピック
2026年ミラノ・コルティナダンペッツォオリンピック（2026ねんミラノ・コルティナダンペッツォオリンピック、伊: XXV Giochi olimpici invernali）は、2026年2月6日から2月22日までイタリアのミラノとコルティナダンペッツォで開催される予定の第25回冬季オリンピック。ミラノ・コルティナ五輪、ミラノ・コルティナ2026（Milano Cortina 2026）などと呼称される。
2019年6月24日にスイスのローザンヌで開催された第134次IOC総会において、イタリアのミラノとコルティナダンペッツォでの開催が決定した。コルティナダンペッツォは1956年コルチナ・ダンペッツオオリンピックの開催経験があり、70年ぶり2度目のオリンピック開催となる。イタリアでの冬季オリンピック開催は2006年トリノオリンピック以来、20年ぶり3度目となる。
両都市はおよそ250キロメートル離れており、複数の都市による共同開催は史上初である。これは、『1国1都市』を原則としたオリンピック憲章の改定で、共催が可能になったことによるもの。

## 開催地決定までの経緯

### 投票結果
| 2026年冬季オリンピック投票結果 | 2026年冬季オリンピック投票結果 | 2026年冬季オリンピック投票結果 |
| 都市                           | 国                             | 票数                           |
| ------------------------------ | ------------------------------ | ------------------------------ |
| ミラノ／コルティナダンペッツォ | イタリア                       | 47                             |
| ストックホルム／オーレ         | スウェーデン                   | 34                             |

## 立候補した都市

### ヨーロッパ
- スウェーデン
  - ストックホルム／オーレ

開催が決まれば1912年の夏季大会以来114年ぶり2度目、2008年と2022年の北京に続く夏季と冬季の両方の開催が実現した。
- イタリア
  - ミラノ／コルティナダンペッツォ

当初はトリノも含む3都市共催での立候補を予定していたが、2018年9月18日にトリノの離脱が報じられ、最終的に2都市での立候補となった。

## 過去に立候補への関心を表明した都市
- オーストリア
  - グラーツ
  - インスブルック

2017年10月に招致を問う市民投票が行われ、招致に反対が53%と半数を超えたことで招致活動から撤退した。
- スペイン
  - バルセロナ

1992年の夏季オリンピックを開催したバルセロナは2022年冬季大会への立候補を検討していたが、ザビエル・トリアス市長が準備不足として見送った経緯がある。代わりに2026年大会には全精力を傾けるとしていたが、2015年6月にヘラルド・ピサレジョ副市長が立候補取り下げを表明した。2014年以降激化したカタルーニャ独立運動への注力が影響したと思われる。開催すれば1992年の夏季大会以来、34年ぶり2回目のオリンピック開催となり前回・2022年の中国の北京に続く史上2都市目の夏冬両方のオリンピック開催都市となっていた。
- ノルウェー
  - リレハンメル・テレマルク

リレハンメルは、1994年冬季オリンピックの開催都市でもある。1952年冬季オリンピックを開催したオスロとの共催計画もあるが、オスロは2022年冬季オリンピックに立候補したものの財政負担の大きさから国が開催に否定的な立場となり、立候補を辞退した前例がある。
- ドイツ
  - ドレスデン
- イタリア
  - トレント
  - アオスタ
- スイス
  - シオン

シオンは、2002年冬季オリンピックと2006年冬季オリンピックに立候補していずれも落選している。2018年6月10日、財政支援を問う住民投票で反対が過半数の54%に達したことを受け、2026年大会の招致から撤退した。
- カザフスタン
  - アルマトイ

アルマトイは2022年冬季オリンピックに立候補したが、落選している。2026年大会への立候補を報じられていたが市長は否定した。
- カナダ
  - ケベック・シティー

ケベック・シティーは当初、立候補を検討していたが、2011年9月にレジス・ラビーム市長は2022年冬季大会の立候補を見送った。ところが、将来の立候補には含みを持たせた。IOCのジャック・ロゲ会長（当時）は、「ケベック・シティーが現実的な選択になると信じている」と述べた。当初予定としていた会場が適さないとされた、ダウンヒル競技の会場探しを行わなければならないという問題を抱えている。2016年5月6日、ラビーム市長は「勝機が見込めない。多額のお金を投じる価値があるかについても疑問が生じている」などと理由に立候補を断念した。
- アメリカ合衆国
  - ソルトレイクシティ

ソルトレイクシティは、2002年冬季オリンピックの都市である。2012年に合衆国国内候補地に名乗りを挙げた。なお、2年後の2028年にアメリカ合衆国ではロサンゼルスで夏季オリンピックの開催が決まったが、夏・冬季大会が2年おき開催となった1992年以降に同一国で冬季、夏季オリンピックが連続開催された例は全く無い。
- 日本
  - 札幌市

2014年11月に上田文雄市長が招致を表明。過去、1972年に冬季大会を開催している。実現すれば54年ぶり2回目の開催となる。
しかし第23回の2018年平昌オリンピックに続き、2022年第24回大会は同じ東アジア地域の北京開催で決定しているため、札幌開催になると3連続で東アジア地域での開催になる上に、2019年のIOC総会へ向けての招致活動が2020年東京夏季オリンピックの準備と重なるため、現実的ではないとの声があった。
2018年5月10日、北海道新幹線の札幌延伸（2030年度末予定）や、これと同時進行する市街地の大型再開発等の事業と歩調を合わせて、2030年以降での大会招致を望む声が地元経済界にあり、札幌市が地元の要望を踏まえて、2030年以降の大会に変更したいとの意向を日本オリンピック委員会に伝えた。両者は変更の是非を検討していくとしたが、同年9月6日に発生した北海道胆振東部地震によって招致活動が困難となり、9月17日に2026年五輪招致を断念することをIOCに伝達、IOC側も理解を示した。2030年以降の開催地として再度立候補する方針である。

- トルコ
  - エルズルム[18]

エルズルムは、過去に2011年冬季ユニバーシアードの開催経験がある。実現すればトルコで夏冬通じて初のオリンピック開催となるはずだったが、2018年10月4日の理事会で大規模大会の開催経験などで懸念が示されたため、落選した。
- カナダ
  - カルガリー

カルガリーは、1988年冬季オリンピックの開催都市であった。カナダでは、バンクーバーで2010年に冬季オリンピックが開かれている。2018年10月8、9日の総会でエルズルムの落選が正式に決まり、立候補都市に残っていたが、2018年11月13日に行われた住民投票で反対票が56.4%を占め、招致を断念した。市の負担だけでも約4億カナダドル（約344億円）の公金がかかることへの市民の反感が否決につながったとみられる。

## 会場
ミラノやコルティナダンペッツォのほかにヴァルテッリーナやプレダッツォなど複数の都市で分散開催する。会場もほとんどが既存施設の改修または仮設で、新設するのはミラノのアイスホッケー会場のみである。そり競技の会場は当初予定されていた新設を見送り周辺国の既存施設を使用することを大会組織委員会が表明していたが、イタリア政府側からの反発を受け2025年3月までの完成を条件に当初案に回帰した。

### ミラノ
- ミラノ・サン・シーロ・オリンピック・スタジアム（サン・シーロ、7万5千人以上収容）：開会式[26]
- ミラノ・サンタジュリア・アイスホッケー・アリーナ（パライタリア、1万人収容）：アイスホッケー[26]
- ミラノ・アイススケーティング・アリーナ（メディオラヌム・フォーラム、アッサーゴ） – フィギュアスケート、ショートトラックスピードスケート[26]
- ミラノ・アイス・パーク（フィエラ・ディ・ミラノ（英語版、イタリア語版）、ロー） – スピードスケート、アイスホッケー[26]

### コルティナダンペッツォ
- トファーネ・アルペンスキーイング・センター（オリンピア・デレ・トファーネ（英語版、イタリア語版）） – アルペンスキー（女子）[27]
- コルティナ・スライディング・センター（ピスタ・オリンピカ・エウジェニオ・モンティ（英語版、イタリア語版）） – ボブスレー、スケルトン、リュージュ[27]
- コルティナ・カーリング・オリンピック・スタジアム（スタディオ・オリンピコ・デル・ギアッチョ（英語版、イタリア語版）） – カーリング[27]

### ヴェローナ
- ヴェローナ・オリンピック・アリーナ（アレーナ・ディ・ヴェローナ） – 閉会式[28]

### ヴァル・ディ・フィエンメ
- プレダッツォ・スキージャンピング・スタジアム（トランポリーノ「ジュゼッペ・ダル・ベン」（英語版、イタリア語版）、プレダッツォ） – スキージャンプ、ノルディック複合[29]
- テーゼロ・クロスカントリー・スキーイング・スタジアム（クロスカントリー・アンド・バイアスロン・センター・ファビオ・カナル（英語版、イタリア語版）、テーゼロ） – クロスカントリースキー、ノルディック複合[30]

### ヴァルテッリーナ
- リヴィーニョ・スノー・パーク（リヴィーニョ） – スノーボード、フリースタイルスキー[31]
- リヴィーニョ・エアリアル・アンド・モーグル・パーク（リヴィーニョ） – フリースタイルスキー[31]
- ステルヴィオ・スキー・センター（ステルヴィオ（英語版、イタリア語版）、ボルミオ） – アルペンスキー（男子）、山岳スキー[32]

### アンテルセルヴァ
- アンテルセルヴァ・バイアスロン・アリーナ（南チロルアリーナ（英語版、イタリア語版）、ラズン・アンテルセルヴァ） – バイアスロン[33]

## 実施予定競技
ミラノ・コルティナダンペッツォオリンピック組織委員会は人気のある山岳スキーを追加種目として提案。2021年7月に東京で行われたIOC総会で承認された。
一部報道ではイニシャル競技の種目としてノルディック複合の除外が検討されていたが、2022年6月24日に行われた理事会で存続が決定。さらにフリースタイルスキーデュアルモーグル、リュージュ女子2人乗り、スケルトン混合団体、スキージャンプ女子ラージヒルなども採用された。
一覧は次の通り。

### イニシャル競技
- スキー・ スノーボード（57）
  -  アルペンスキー（10）（詳細）
  -  クロスカントリースキー（12）（詳細）
  -  フリースタイルスキー（15）（詳細）
  -  スキージャンプ（6）（詳細）
  -  ノルディック複合（3）（詳細）
  -  スノーボード（11）（詳細）
- アイスホッケー（2）（詳細）
- カーリング（3）（詳細）
- スケート（28）
  -  ショートトラックスピードスケート（9）（詳細）
  -  スピードスケート（14）（詳細）
  -  フィギュアスケート（5）（詳細）
- バイアスロン（11）（詳細）
- ボブスレー・スケルトン （7）
  -  ボブスレー（4）（詳細）
  -  スケルトン（3）（詳細）
- リュージュ（5）（詳細）

### 追加種目
- 山岳スキー（3）（詳細）

## 参加国・地域
| 2026年ミラノ・コルティナダンペッツォオリンピックに参加する国・地域（IOCコード順） | 2026年ミラノ・コルティナダンペッツォオリンピックに参加する国・地域（IOCコード順）                                                                                               | 2026年ミラノ・コルティナダンペッツォオリンピックに参加する国・地域（IOCコード順） |
| --- | --- | --------------------------------------------------------------------------------- |
| - アルバニア - アンドラ - アルゼンチン - アルメニア - オーストラリア - オーストリア - アゼルバイジャン - ベルギー - ボリビア - ボスニア・ヘルツェゴビナ - ブラジル - ブルガリア - カナダ - チリ - 中国 - コロンビア - クロアチア - キプロス - チェコ - デンマーク - エリトリア - エストニア - フィンランド - フランス - ジョージア - ドイツ - イギリス - ギリシャ - ギニアビサウ - ハイチ - 香港 - ハンガリー - アイスランド - インド - 個人の中立選手 - イラン - アイルランド - イスラエル - イタリア (開催国) - 日本 - カザフスタン - ケニア - コソボ - キルギス - ラトビア - レバノン - リヒテンシュタイン - リトアニア - ルクセンブルク - マダガスカル - マレーシア - マルタ - モロッコ - メキシコ - モナコ - モンゴル - モンテネグロ - オランダ - ニュージーランド - ナイジェリア - 北マケドニア - ノルウェー - フィリピン - ポーランド - ポルトガル - ルーマニア - サウジアラビア - セルビア - シンガポール - スロバキア - スロベニア - 南アフリカ - 韓国 - スペイン - スウェーデン - スイス - チャイニーズタイペイ - タイ - トーゴ - トリニダード・トバゴ - トルコ - ウクライナ - アラブ首長国連邦 - アメリカ合衆国 - ウルグアイ - ウズベキスタン | |                                                                                   |
| 前回大会に参加しなかったが、今大会に参加する国・地域 | 前回大会に参加したが、今大会に参加するか未定の国・地域 |                                                                                   |
| - ギニアビサウ - ケニア - シンガポール - 南アフリカ - トーゴ - アラブ首長国連邦 - ウルグアイ | - アメリカ領サモア - ベラルーシ - エクアドル - ガーナ - ジャマイカ - モルドバ - パキスタン - ペルー - プエルトリコ - ROC - サンマリノ - 東ティモール - アメリカ領ヴァージン諸島 |                                                                                   |

## エンブレム
エンブレムは大会史上初となるオンライン投票で行われ「ロゴ・フーツラ」と「ロゴ・ダド」による決選は169か国から計87万1000票が投じられ、約75パーセントの支持を得たロゴ・フーツラに軍配が上がった。選ばれた、ロゴ・フーツラは「26」という数字を示している。これはミラノ／コルティナ大会の開催年であり、白い背景に描かれた数字は、無限の可能性を提供するキャンバスとなっている。完全にデジタルで、時間の経過とともに異なるアプリケーションで進化するように設計されたエンブレムであり、オリンピックとパラリンピックの豊かさと多様な意味を動的に捉えるように設計されている。「白」は冬季競技、雪と氷の魔法をイメージさせるともに、物理学において可視スペクトルの全ての色を含む視覚合成であり、新しい始まりを具現化し、過去との接続を再定義する色でもある。一方「赤・青・緑」は、パラリンピックのシンボルであるアギトスを示している。アギトスとはラテン語で「私は動く」という意味であり、パラリンピックの選手が常に彼らのパフォーマンスで世界を鼓舞し、エキサイティングであるという事実を強調している。また極北以下の緯度ではめったに見られない雄大な自然現象「オーロラ・ボレアリス」も象徴している。この夜行性の虹はアルプス地域、特にコルティナ・ドロミテの上空に出現。赤、青、緑は2002年にコルティナで撮影されたオーロラ・ボレアリスの色となっている。世界で最も重要なスポーツイベントは、現在地球で起きている諸問題について、私たちに考慮を促す側面を持っている。山、谷、森といった自然環境への影響を最小限に抑え、将来世代の全ての人々に現在の自然環境を残すという挑戦に向けて、一つの時間に縛られることのなく、時を経て進化していくエンブレムとなっている。

## 公式マスコット
公式マスコットは第74回サンレモ音楽祭でお見目。オコジョをイメージした大会マスコットであり、オリンピックでは白のティナの名前がつけられた。

## スポンサー

### ワールドワイドオリンピックパートナー
- Airbnb
- アリババグループ
- アリアンツ
- コロナエキストラ（ABインベブ）
- ザ コカ・コーラ カンパニー - 蒙牛乳業
- デロイト トウシュ トーマツ
- オメガ
- プロクター・アンド・ギャンブル
- サムスン電子
- TCL
- ビザ

### その他の協賛企業
| 大会スポンサー |
| --- |
| オフィシャル・パートナー - Giorgio Armani S.p.A. - エッセルンガ - ランスタッド                                                                                  |
| プレミアムパートナー - 安踏体育用品 (サロモン) - Eni S.p.A. |
| スポンサー - プロセッコ - セールスフォース |
| オフィシャルスポンサーとサポーター - ヴァルテッリーナ・クオリティ・アグリ・フード・ディストリクト - ケスボーラー オフロード車 - グラナ・パダーノ - ハーバライフ |